# Rudolf II van Vexin
Rudolf II van Vexin (overleden in 943) was 926 tot 941 graaf van Amiens en van 926 tot aan zijn dood graaf van Vexin en Valois. 

## Levensloop
Rudolf II was een zoon van graaf Rudolf I van Vexin uit diens eerste huwelijk. Zijn moeder zou een dochter van de West-Frankische koning Karel de Eenvoudige zijn geweest, omdat hij door kroniekschrijver Alberik van Trois-Fontaines omschreven wordt als neef van koning Lodewijk IV van Frankrijk, zoon van Karel de Eenvoudige.
Na de dood van zijn vader in 926 werd hij graaf van Vexin, Amiens en Valois. Hij was verantwoordelijk voor de bouw van het fort van Crépy-en-Valois en verloor in 941 het bezit over Amiens, dat aan Odo van Vermandois, zoon van graaf Herbert II van Vermandois, was toegewezen. In 943 probeerde hij van de dood van Herbert II van Vermandois te profiteren door Saint-Quentin te veroveren, maar hij sneuvelde in de strijd tegen diens zonen.
Rudolf II was gehuwd met ene Liutgardis, die na zijn dood zou hertrouwen met graaf Galeraan I van Meulan. Hun huwelijk leverde waarschijnlijk geen nakomelingen op en na zijn dood werd hij in Vexin en Valois opgevolgd door zijn halfbroer Wouter I. In 944 werd Odo van Vermandois door koninklijke troepen uit Amiens verdreven, waarna het graafschap werd toegewezen aan Wouter I.